# ابراهیم صلاح (بازیکن فوتبال، زاده ۲۰۰۱)
ابراهیم صلاح (انگلیسی: Ibrahim Salah؛ زادهٔ ۳۰ اوت ۲۰۰۱) بازیکن فوتبال اهل بلژیک است.
از باشگاه‌هایی که در آن بازی کرده است می‌توان به باشگاه فوتبال خنت اشاره کرد.
وی همچنین در تیم ملی فوتبال زیر ۲۳ سال مراکش بازی کرده است.